# Max Dudler

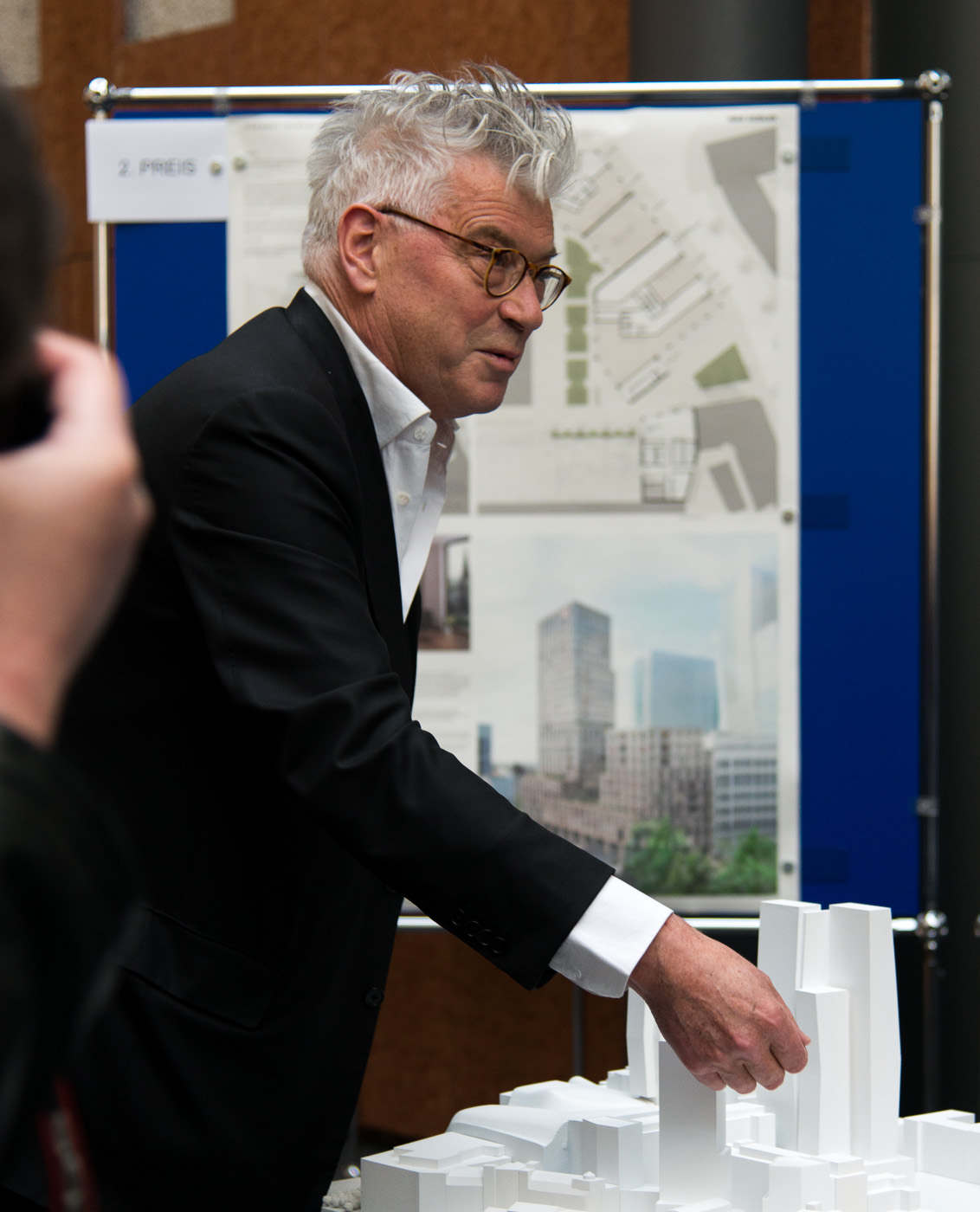
Max Dudler bei einer Präsentation in Frankfurt am Main (März 2013)

Max Dudler (* 18. November 1949 in Altenrhein, Schweiz) ist ein Schweizer Architekt von internationalem Rang. Die Architektur von Max Dudler ist geprägt vom Rationalismus der Gegenwartsarchitektur, durchsetzt von einem Schweizer Minimalismus.

## Leben

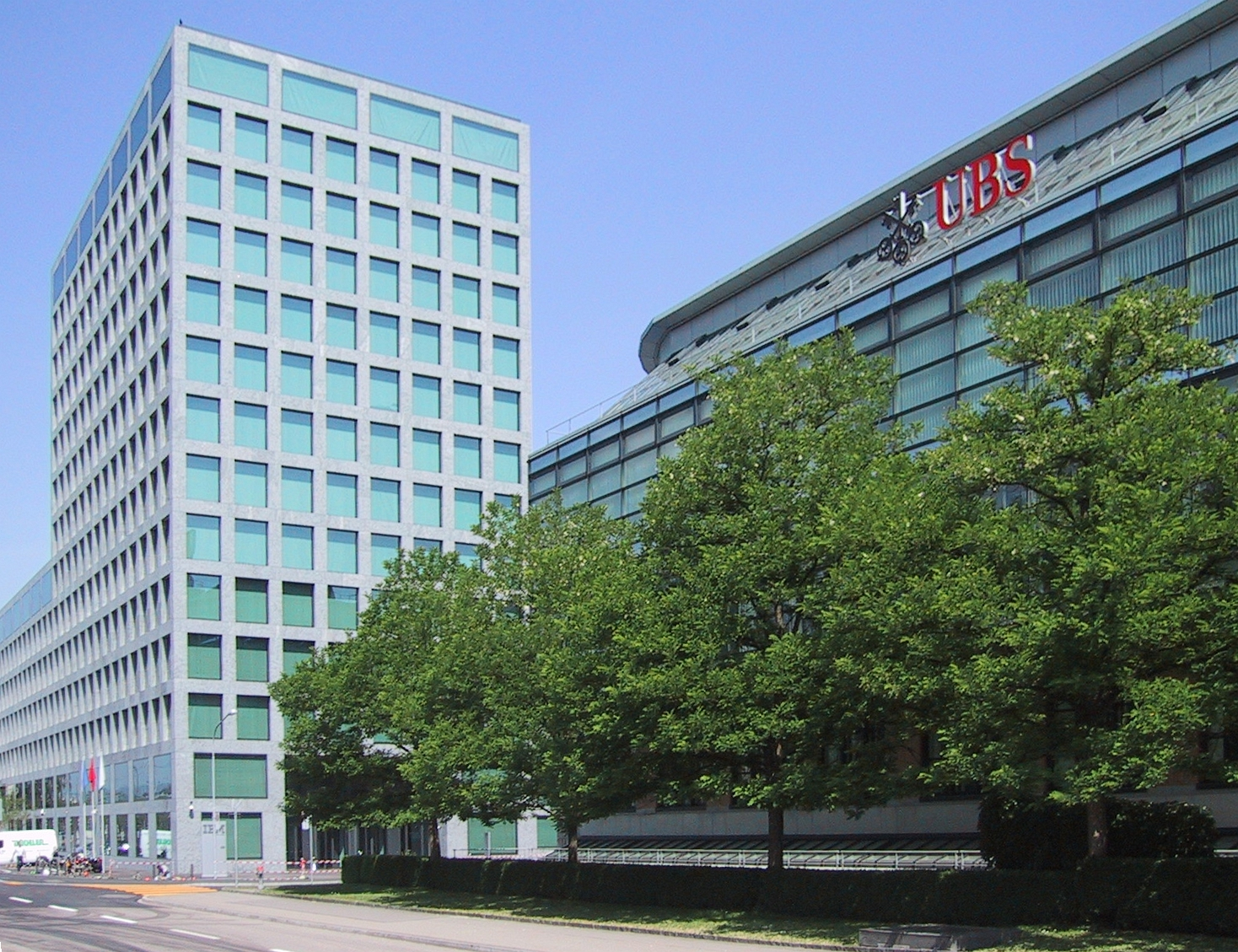
Das IBM-Hochhaus in Zürich-Altstetten

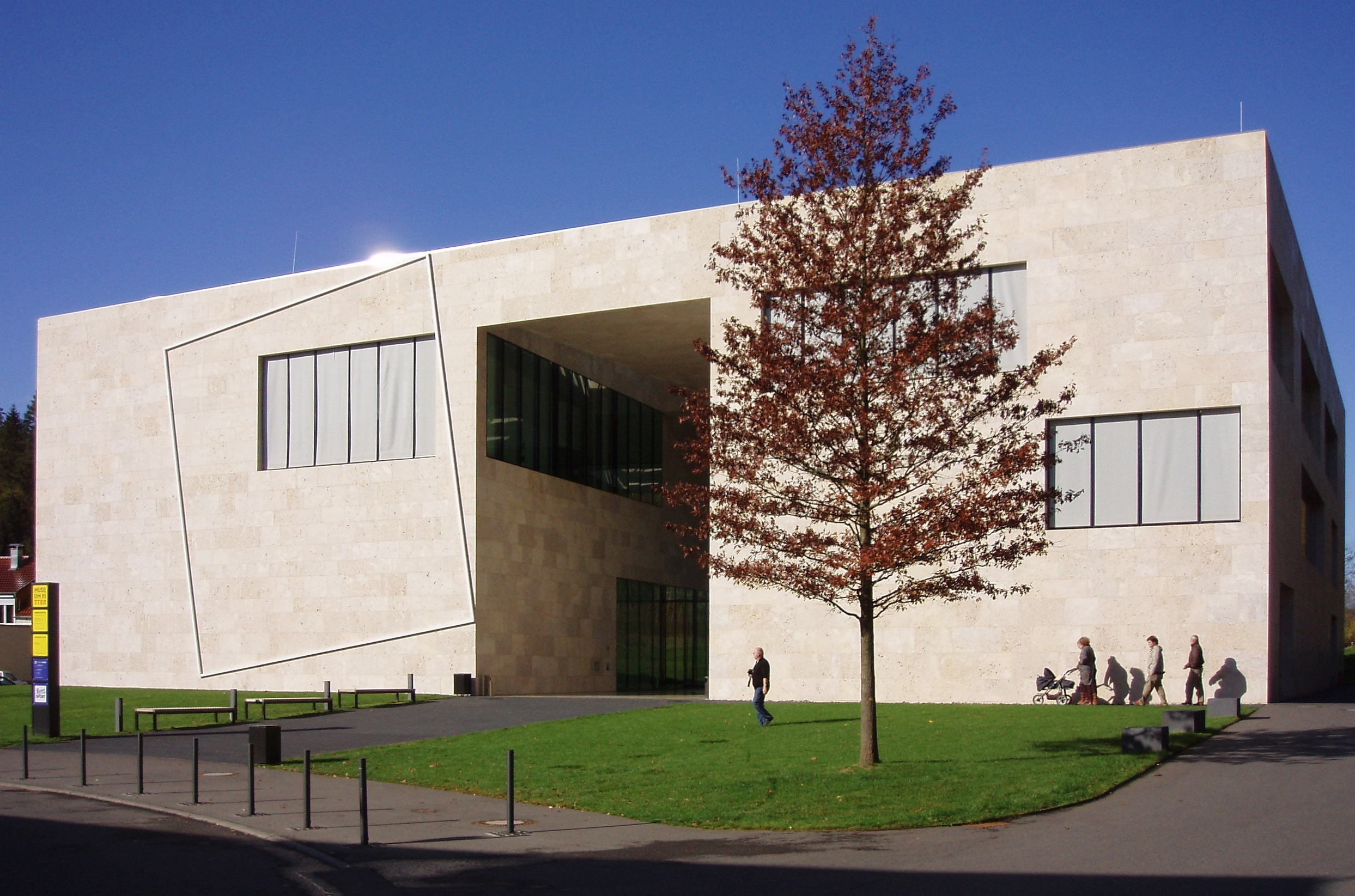
Museum Ritter

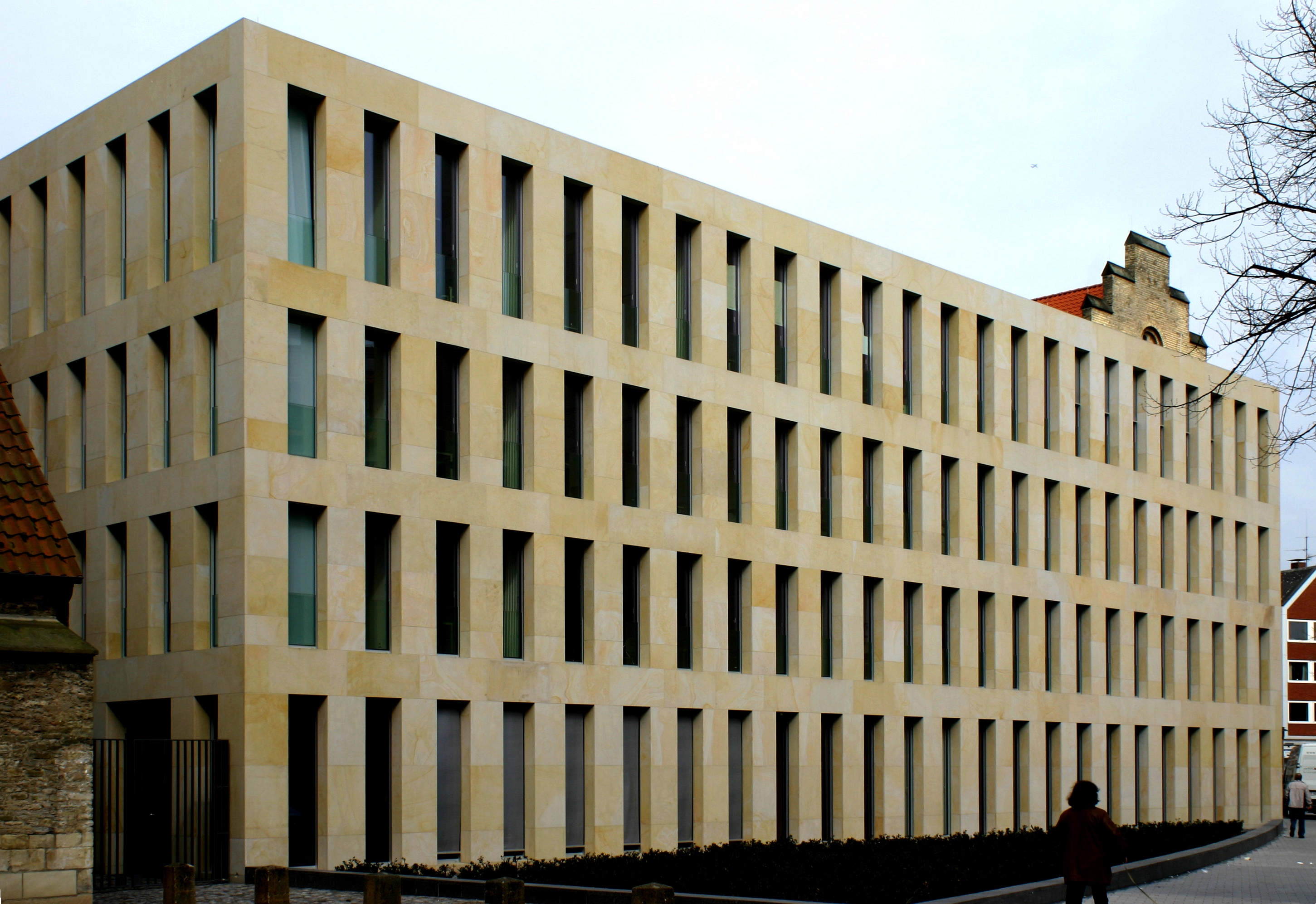
Diözesanbibliothek Münster

Max Dudler studierte in den 1970er-Jahren an der Frankfurter Städelschule, u. a. als Schüler von Günter Bock. Sein Diplom erwarb er 1979 an der Hochschule der Künste in Berlin bei Ludwig Leo.
1981 wurde er bei O. M. Ungers angestellt, mit dem er unter anderem das Messehaus 9 und die Galleria der Messe Frankfurt am Main realisierte. 1986 machte er sich mit Karl Dudler und Pete Welbergen selbständig, 1992 ohne Partner mit Büros in Berlin, Frankfurt am Main, München und Zürich.
Dudler hat mehrfach Gastprofessuren angenommen, beispielsweise an der Architekturfakultät der Universität IUAV Venedig 1989/1990. Er war Dozent an den Sommerakademien für Architektur in Herne (1989), in Mantua (1990), in Neapel (1993 bis 1995) und in Wien (1996). 1996 bis 1999 hatte er eine Vertretungsprofessur an der Universität Dortmund inne. Von 2004 bis 2017 lehrte er, zusammen mit Axel Schultes und Laurids Ortner, an der Kunstakademie Düsseldorf.

## Bauten
- 1986–1989: BEWAG Umspannwerk, Berlin[2]
- 1987: Umnutzung Stempel AG, Frankfurt am Main
- 1999–2000: Neues Gebäude der Deutschen Börse, Frankfurt am Main
- 1997–2004: Bundesministerium für Verkehr, Bau- und Wohnungswesen (Erweiterungsbauten), Berlin
- 1999–2004: Zentrum Kirchgasse, Wetzikon
- 2001–2005: Mustersiedlung (Haus Nr. 8), Wien
- 2002–2005: Diözesanbibliothek, Münster
- 2003–2005: IBM Headquarters, Zürich
- 2003–2005: Museum Ritter der Alfred Ritter GmbH & Co. KG, Waldenbuch bei Stuttgart[3]
- 2003–2008: Haus Bergfrieden, Saas im Prättigau
- 2006–2008: Romeo und Julia, Frankfurt am Main
- 2003–2009: Hochhausensemble Ulmenstraße, Frankfurt am Main
- 2006–2009: Jacob-und-Wilhelm-Grimm-Zentrum der Humboldt-Universität zu Berlin
- 2009–2011: Hambacher Schloss, Neustadt an der Weinstraße
- 2010–2011: Besucherzentrum, Heidelberger Schloss[4][5]
- 1997–2012: S-Bahn Station Wilhelm-Leuschner-Platz Leipzig
- 2008–2012: Neue Stadthalle am Bruderhausgelände, Reutlingen
- 2009–2012: Pädagogische Hochschule Zürich (Europaallee Baufeld A)
- 2011–2012: Bibliothek der Folkwang Universität der Künste auf dem Essen-Werdener Campus[6]
- 1999–2013: Hochhausensemble Hagenholzstrasse, Zürich
- 2007–2013: Europaallee 21 (Baufeld C), Zürich
- 2013–2014: Besucherinformationszentrum Sparrenburg und Informationspunkt Parklandschaft Johannisberg, Bielefeld[7][8]
- 2009–2015: Geschäftshaus Richtiring, Richti-Areal, Wallisellen
- 2012–2015: Drägerwerk Empfangsgebäude, Lübeck
- 2010–2017: Schwabinger Tor Hochhaus N10, München
- 2014–2017: Stadtbibliothek, Heidenheim
- 2012–2018: Europacity Stadthafenquartier Süd, Berlin
- 2012–2018: Quartier Lindenhof der Howoge, Berlin-Lichtenberg
- 2015–2018: Ministerium für Soziales und Integration, Wiesbaden
- 2017–2019: Eisenbahnmuseum, Bochum
- 2010–2021: U-Bahnhof Museumsinsel[9], Berlin
- 2018–2021: Tafelhof Palais, Nürnberg
- 2016–2021: Studentenwohnheim Hainholz, Hannover
- 2019–2021: Turley Areal, Mannheim
- 2017–2022: Tegel Nord, Berlin
- 2022–2024: Bernhard-Lichtenberg-Haus hinter der St.-Hedwigs-Kathedrale, Berlin, Sanierung und Teilneubau[10]

Die Homepage des Architekten enthält ein komplettes Werkverzeichnis, sortierbar nach Städten oder chronologisch.

## Auszeichnungen und Preise
- 1999: Marble Architecture Award Europe, Carrara
- 1999: Architecture in Stone, International Award, Preis und Ausstellung, Verona
- 2000: BDA (Bund Deutscher Architekten) Architekturpreis 2000, Anerkennung
- 2000: DNV Deutscher Naturwerkstein Verband e. V. 2000, Besondere Anerkennung
- 2001: DNV Deutscher Naturwerkstein Verband e. V. 2001, Besondere Anerkennung
- 2003: BDA-Preis Rheinland-Pfalz für Hotel Quartier 65 in Mainz-Weisenau
- 2005: Deutscher Naturstein-Preis 2005 für Büro- und Geschäftshaus an der Friedrichstrasse, Berlin
- 2005: Zürcher Oberländer Baupreis für Zentrum Kirchgasse Wetzikon
- 2006: Auszeichnung für gute Bauten in der Stadt Zürich für Geschäftshaus IBM Schweiz, Zürich[12]
- 2007: Deutscher Naturstein-Preis 2007, Lobende Erwähnung für Museum Ritter, Waldenbuch
- 2007: Deutscher Naturstein-Preis 2007, Besondere Anerkennung für Diözesanbibliothek, Priesterseminar und Verwaltungsbauten Bischöfliches Generalvikariat, Münster
- 2007: Auszeichnung guter Bauten 2007 für Diözesanbibliothek, Priesterseminar und Verwaltungsbauten Bischöfliches Generalvikariat, Münster
- 2007: Architekturpreis Nordrhein-Westfalen 2007 für Diözesanbibliothek, Priesterseminar und Verwaltungsbauten Bischöfliches Generalvikariat, Münster
- 2009: Auszeichnung Beispielhaftes Bauen Landkreis Böblingen 2003–2009 für Museum Ritter, Waldenbuch
- 2009: BDA-Preis Berlin für Jakob-Wilhelm-Grimm-Zentrum, Berlin
- 2009: Architekturpreis Berlin 2009 für Jakob-Wilhelm-Grimm-Zentrum, Berlin
- 2010: Große Nike 2010, Grosse Nike für die beste städtebauliche Interpretation für Jakob-Wilhelm-Grimm-Zentrum, Berlin
- 2010: Auszeichnung vorbildlicher Bauten in Nordrhein-Westfalen 2010 für Diözesanbibliothek, Priesterseminar und Verwaltungsbauten Bischöfliches Generalvikariat, Münster
- 2010: DAM (Deutsches Architekturmuseum) Architectural Book Award 2010, Anerkennung für „Bibliothek“, Hg. Milan Bulaty
- 2011: Marmomacc International Award Architecture in Stone für Jakob-Wilhelm-Grimm-Zentrum, Berlin
- 2011: Deutscher Naturstein-Preis 2011 für Jakob-Wilhelm-Grimm-Zentrum, Berlin
- 2011: Deutscher Naturstein-Preis 2011, Anerkennung für IBM Headquarters, Zürich
- 2012: DAM Preis für Architektur in Deutschland 2012 für den Umbau und die Erweiterungen am Hambacher Schloss
- 2012: Prix Lignum 2012 für Erweiterung Wohnhaus Bergfrieden, Saas im Prättigau
- 2013: Deutscher Naturstein-Preis 2013, Sieger Kategorie Massive Bauteile und Bauen im Bestand, für Hambacher Schloss, Neustadt an der Weinstraße
- 2013: Deutscher Architekturpreis 2013, Auszeichnung für Hambacher Schloss, Neustadt an der Weinstraße
- 2013: Marmomacc International Award Architecture in Stone für Besucherzentrum Heidelberger Schloss, Heidelberg

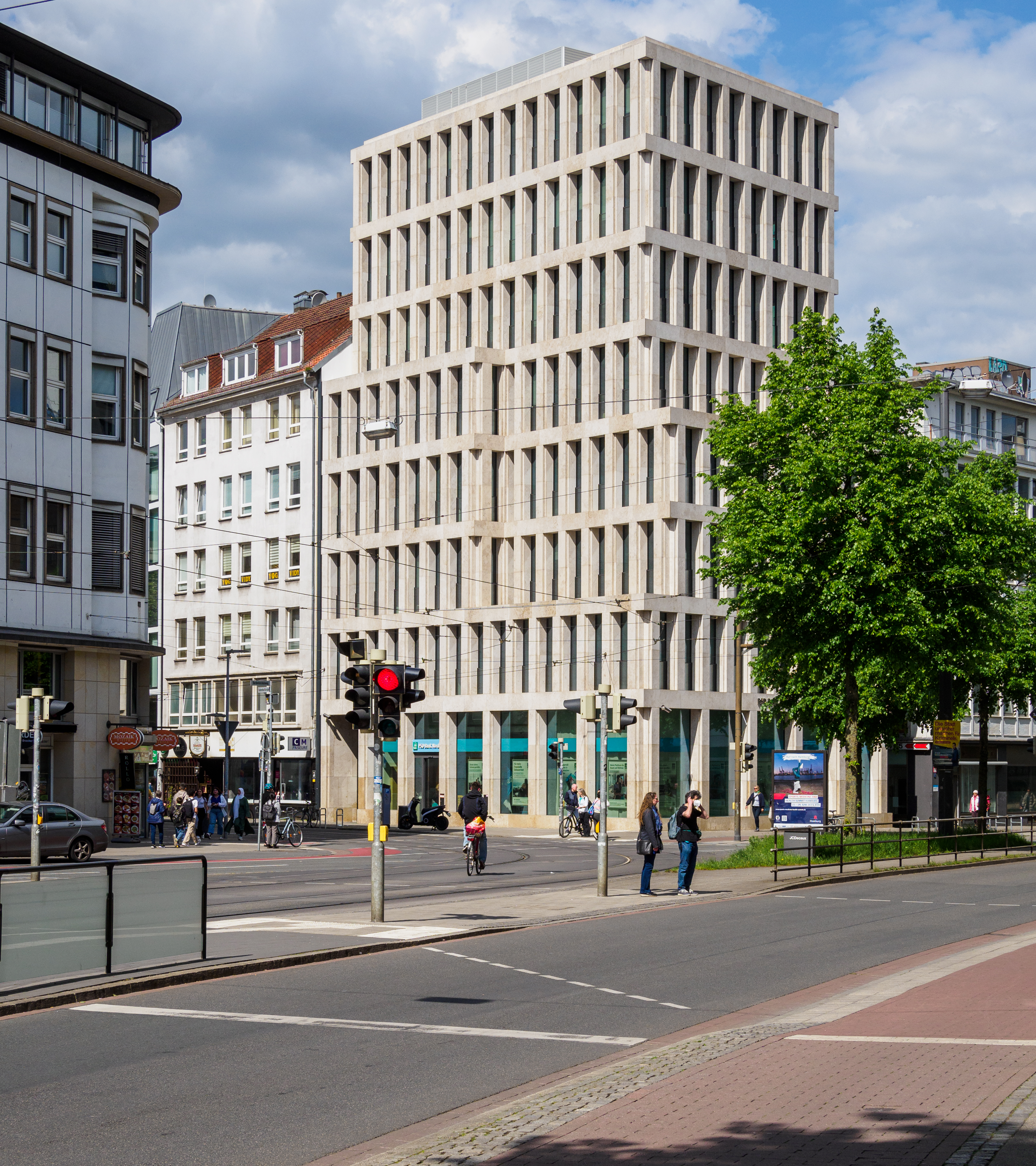
Stadthaus Bahnhofstraße Bremen

- 2014: db-Wettbewerb „Respekt und Perspektive, Bauen im Bestand“, Anerkennung für das Besucherinformationszentrum Sparrenburg, Bielefeld
- 2014: Hugo-Häring-Auszeichnung 2014 des BDA Neckar-Alb, Auszeichnung für die Stadthalle Reutlingen
- 2014: Gestaltungspreis der Wüstenrot Stiftung, Auszeichnung für das Hambacher Schloss, Neustadt an der Weinstraße
- 2014: Auszeichnung gtuer Bauten BDA Essen, Folkwang Bibliothek, Essen-Werden
- 2014: German Design Award, Special Mention für S-Bahnhof Wilhelm-Leuschner-Platz, Leipzig
- 2014: Auszeichnung beispielhafter Bauten, Stadthalle Reutlingen
- 2014: BDA-Preis Bremen 2014, Anerkennung für Sports and Convention Center Jacobs University, Bremen
- 2014: BDA-Preis Bremen 2014,m Landespreis für das Stadthaus Bahnhofstraße, Bremen
- 2014: Hugo-Häring-Auszeichnung 2014 des BDA Heidelberg, Besucherzentrum Schloss Heidelberg
- 2014: AIT Office Application Award 2014, Besucherinformationszentrum Sparrenburg, Bielefeld
- 2015: International Award Architecture in Stone, Hochhausensemble Hagenholzstrasse, Zürich
- 2015: materialPREIS 2015, Kategorie Beton & Stein, Auszeichnung für das Zwillingsprojekt Besucherinfomrationszentrum Sparrenburg und Infopunkt Johannisberg, Bielefeld
- 2015: Gestaltungspreis „Baukultur in Deutschland“ der Wüstenrotstiftung. Auszeichnung für das Hambacher Schloss, Neustadt an der Weinstraße
- 2015: Hugo-Häring-Landespreis 2015 des BDA Baden-Württemberg, Besucherzentrum Schloss Heidelberg
- 2015: Auszeichnung vorbildlicher Bauten in NRW, Zwillingsprojekt Besucherinformationszentrum Sparrenburg und Infopunkt Johannisberg, Bielefeld
- 2015: Architekturpreis Nordrhein-Westfalen 2015 des BDA NRW, Folkwang Bibliothek, Essen
- 2015: Architekturpreis der Stadt Essen, Folkwang Bibliothek, Essen
- 2017: Sonderpreis – Deutscher Ziegelpreis für Empfangsgebäude, Drägerwerk
- 2017: Fritz Höger Preis Silber, Drägerwerk, Lübeck
- 2017: Fritz Höger Preis Nominee; Sports and Convention Center der Jacobs University, Bremen
- 2017: Auszeichnung guter Bauten BDA Ostwestfalen-Lippe, Zwillingsprojekt Besucherzentrum Sparrenburg und Infopunkt Johannisberg, Bielefeld
- 2018: Deutscher Naturstein-Preis, N10 Schwabinger Tor
- 2018: Deutscher Naturstein-Preis, Besondere Anerkennung für das Besucherhaus Hambacher Schloss
- 2018: BDA-Preis NRW, Zwillingsprojekt Besucherzentrum Sparrenburg und Infopunkt Johannisberg, Bielefeld

## Ausstellungen
- 1985: Bauen Heute, Deutsches Architekturmuseum, Frankfurt am Main
- 1987: Positionen, Architekturforum Zürich
- 1989: Denkmal-Denkmodell, Staatliche Kunsthalle Berlin
- 1991: Deutscher Architekturbeitrag, Biennale di Venezia, Venedig
- 1992: Wohnen und Arbeiten am Fluss, Deutsches Architekturmuseum, Frankfurt am Main
- 1995: Architektur-Modelle Berlin, Galerie Max Hetzler, Berlin
- 1996: Max Dudler, Architekt, Galerie Max Hetzler, Berlin
- 1996: Deutscher Architekturbeitrag, Biennale di Venezia, Venedig
- 1997: Newstandard, Fertighaus-Konzepte für Deutschland, Wien
- 1998: Max Dudler, Drei Projekte, Galerie Tony Wuethrich, Basel
- 1999: Max Dudler, Drei Projekte, Union Forum für Kunst und Architektur, St. Gallen
- 1999: Marble Architecture Award, Carrara
- 1999: Umzug – Zug um Zug, Kunst- und Ausstellungshalle der Bundesrepublik Deutschland, Bonn und Galerie Aedes East, Berlin
- 1999: Architecture in Stone, International Award, Preis und Ausstellung, Verona
- 2001: Die Architektur und die Stadt, Bonner Kunstverein, Bonn
- 2002: Neue Deutsche Architektur, Internationale Wanderausstellung
- 2002: Internationale Architekturzeichnungen aus der Plansammlung der Technischen Universität Berlin
- 2002: fifty – fifty, Berlinische Galerie, Berlin
- 2003: 9=12, neues wohnen in wien, Architekturzentrum, Wien
- 2003: Artib, Bundeshaus, Bonn
- 2005: Dudler Kahlfeldt Kleihues – Projekte für Berlin, Werkbund-Galerie, Berlin
- 2005: Raum in Raum, Architekturgalerie Berlin
- 2006: Baukunst an der Kunstakademie Düsseldorf, Skulpturenpavillon Düsseldorf
- 2006: Bauausstellung, Hambacher Schloss, Neustadt an der Weinstraße
- 2006: Max Dudler, Architetture, Facoltà di Architettura „Aldo Rossi“, Alma Mater Studiorum – Università di Bologna, Bologna
- 2007: Max Dudler – Architetture per la Città, Fondazione Internazionale per gli Studi Superiori di Architettura, Venedig
- 2007: Max Dudler – Architettura e Continuità, Museo Nazionale die Villa Pisani, Stra (Venedig)
- 2007: Vattenfall Projekte für Berlin – Dudler Kahlfeldt Kleihues, Werkbund-Galerie, Berlin
- 2010: Dudler Ortner Petzinka Schultes – Baukunst an der Kunstakademie Düsseldorf, Akademie-Galerie, Düsseldorf
- 2010: Max Dudler: Bauten und Projekte in der Bremer Tabakbörse
- 2010: Max Dudler, AIT Architektursalon, München
- 2011: Max Dudler, AIT Architektursalon, Köln
- 2011: Max Dudler, AIT Architektursalon, Hamburg
- 2012: … Alles kommt auf die Beleuchtung an … Max Dudler und Mawa Design, Werkbund-Galerie, Berlin
- 2012: Max Dudler – Timeless Spaces, Werkstättengalerie der Deutschen Werkstätten, Hellerau
- 2012: Carte Blanche: Max Dudler, Architekturforum, Zürich
- 2013: Kultur:Stadt, Sammelausstellung, Akademie der Künste, Berlin
- 2013: Max Dudler, Architetture dal 1979, Casabella Laboratorio, Mailand
- 2013: DAM-Preis für Architektur in Deutschland 2012, Deutsches Architekturmuseum, Frankfurt am Main
- 2013: Horgenglarus – Stühle von Wettstein, Moser, Haefli, Dudler, Werbung-Galerie, Berlin
- 2017: Max Dudler, Kehrer Galerie, Berlin
- 2018: Max Dudler – Räume erzählen, Architektur Galerie Berlin
- 2019: Max Dudler – Räume erzählen, UAA Ungers Archiv für Architekturwissenschaft, Köln
- 2019: Max Dudler – Narrating Spaces, 5 Vie Art + Design, Milano
- 2021: Contemporary Architecture in Germany: The New Complexity, University City Art Museum, Guangzhou
- 2021: Max Dudler – Geschichte Weiterbauen, Kunsthalle Bielefeld
- 2022: Schön hier. Architektur auf dem Land, Deutsches Architekturmuseum DAM
- 2022: Mozart, Schinkel, Dudler. Dialog unter dem Sternendom, Diözesanbibliothek Münster

## Veröffentlichungen (Auswahl)
- Mit Wolfgang Pauser und Stefan Müller: Max Dudler. Schulbau in Berlin-Höhenschönhausen. Gebr. Mann Verlag, Berlin 1999, ISBN 3-7861-2286-5.
- Mit Martin Kieren: Max Dudler, Architekt. Gebr. Mann Verlag, Berlin 1996, ISBN 3-7861-1797-7.
- Mit Gerwin Zohlen: Bauplan. die Architektur Max Dudlers. Gebr. Mann Verlag, Berlin 2002, ISBN 3-7861-1818-3.
- Mit Christof Bürkle und Nina Herchenbach (Hg.): Architektur für die Stadt. Verlag Niggli AG, Sulgen/Zürich 2003, ISBN 3-7212-0451-4.
- Museum Ritter. Niggli, Sulgen/Zürich 2006, ISBN 3-7212-0571-5.
- IBM Schweiz. Niggli, Sulgen/Zürich 2006, ISBN 3-7212-0573-1.
- Mit Emanuel Christ, Winfried Nerdinger: Bauen Sammeln Zeigen. Gta Verlag, Zürich 2007, ISBN 3-85676-225-6.
- Bauten für die Energie / Energy Buildings. Bewag / Vattenfall. Niggli, Sulgen/Zürich 2007, ISBN 3-7212-0615-0.
- Diözesanbibliothek. Diocean Library Münster. Niggli, Sulgen/Zürich 2007, ISBN 3-7212-0617-7.
- Humboldt-Universität zu Berlin. Jacob-und-Wilhelm-Grimm-Zentrum. Niggli, Sulgen/Zürich 2010, ISBN 3-7212-0718-1.
- Bundesministerium für Verkehr, Bau- und Wohnungswesen. Niggli, Sulgen/Zürich 2010, ISBN 3-7212-0717-3.
- Hochhäuser / High-rise buildings. Niggli, Sulgen/Zürich 2010, ISBN 3-7212-0686-X.
- Kontinuität / Continuity. Niggli, Sulgen/Zürich 2011, ISBN 3-7212-0751-3.